# 五车增六
五车增六，即御夫座ω（ω Aur, ω Aurigae）是一颗位于御夫座的恒星，距离地球约159光年。
五车增六是一颗A-型主序星，视星等为+4.93。